# Gerold von Anglachgau
Gerold von Anglachgau (auch Gerold I.; * um 730; † wohl kurz nach 784) war ein fränkischer Adliger und um 777/784 Graf im Kraichgau und Anglachgau. Er ist der Stammvater der Geroldonen und der Udalrichinger, sowie über seine Tochter Hildegard Großvater des Kaisers Ludwigs des Frommen. Seine Eltern waren Agilolf/Egilolf und Heriswinda.
Die Bezeichnung als Gerold I. ist nicht einheitlich. Im Lexikon des Mittelalters wird sein Sohn Gerold der Jüngere als Gerold I. bezeichnet. Gerold war Graf im Kraichgau und im Anglachgau. Später zog es ihn nach Alamannien, wo er Imma heiratete, die Tochter des alamannischen Grafen Hnabi und Schwester von Graf Ruatpert. Durch die Ehe mit Imma gelangte Gerold in den höchsten alamannischen Adel und konnte somit seine Position in Alamannien deutlich stärken. Immas Großvater Huoching war der Bruder des bayrischen Herzogs Odilo, was ihm somit auch den Zugang zum bayrischen Adel verschaffte.
Wie im Lorscher Codex am 1. Juli 784 urkundlich belegt, schenkten Gerold und seine Frau Imma der Reichsabtei Lorsch umfangreiche Güter im Anglachgau, Kraichgau sowie im Wormsgau, Lobdengau und Ufgau. Vermutlich kurze Zeit darauf verstarb Gerold.

## Nachkommen
- Gerold der Jüngere (Gerold II., bzw. Gerold I.), Begründer der Geroldonen, Markgraf der Awarenmark und Präfekt von Bayern
- Udalrich I. (Ulrich, Adalrich, Odalrich), Begründer der Udalrichinger und Graf im Albgau[6]
- Hildegard ⚭ Karl der Große
- Roadbert, Graf in den Bodenseegrafschaften
- Willigard ⚭ Graf Egilolf von Bensheim († 4. April 783)
- Uto (Voto)[7]
- Megingoz[8]
- Hadrian (Adrianus) 793 bezeugt, † vor 821
- Erbio